# Mercado Central de Budapest

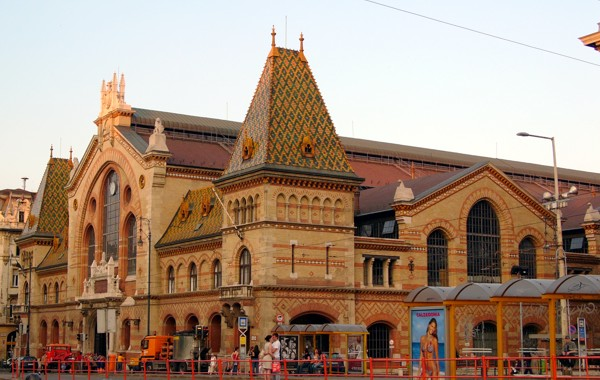
Fachada del Mercado Central

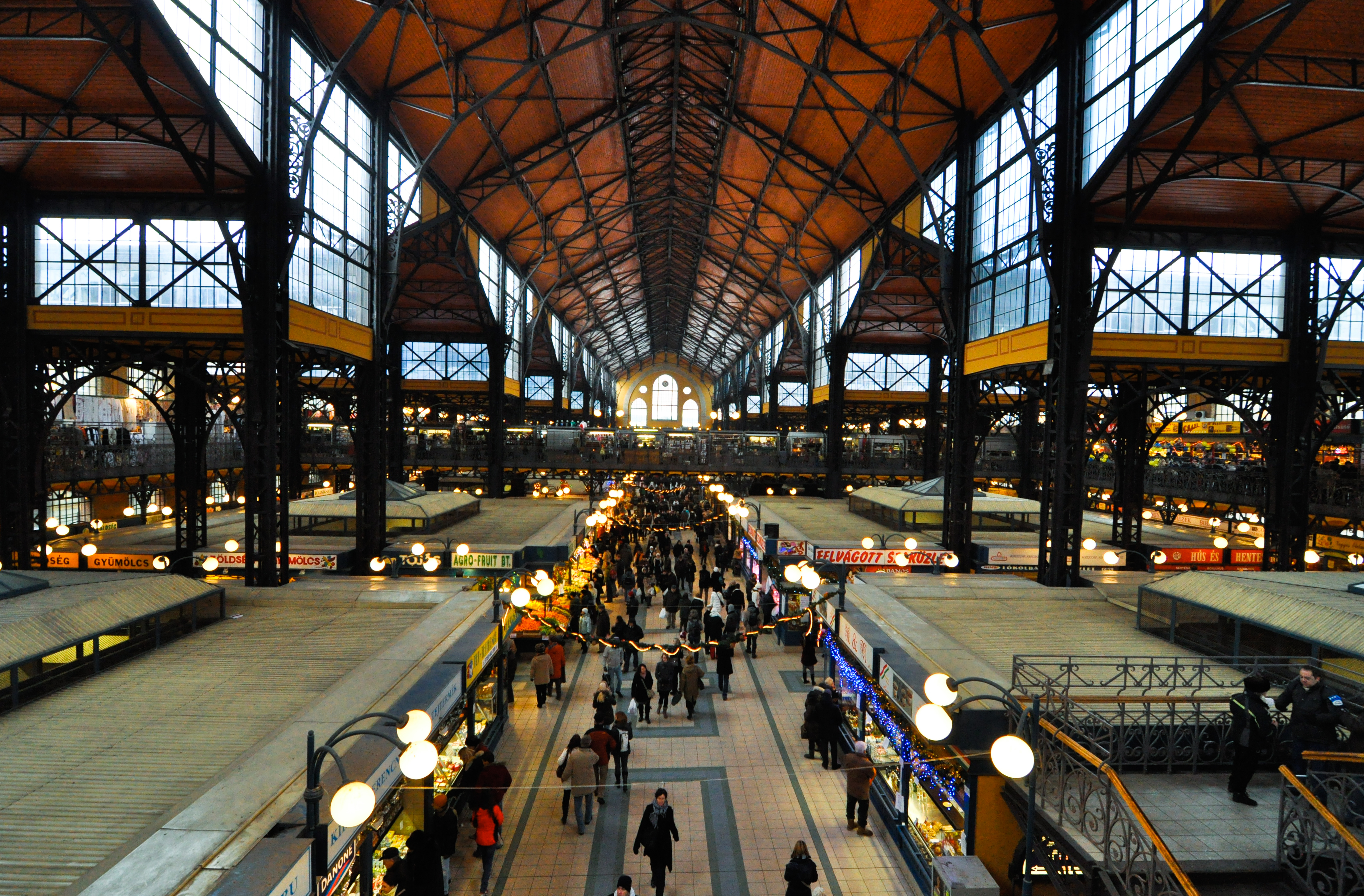
Interior del mercado

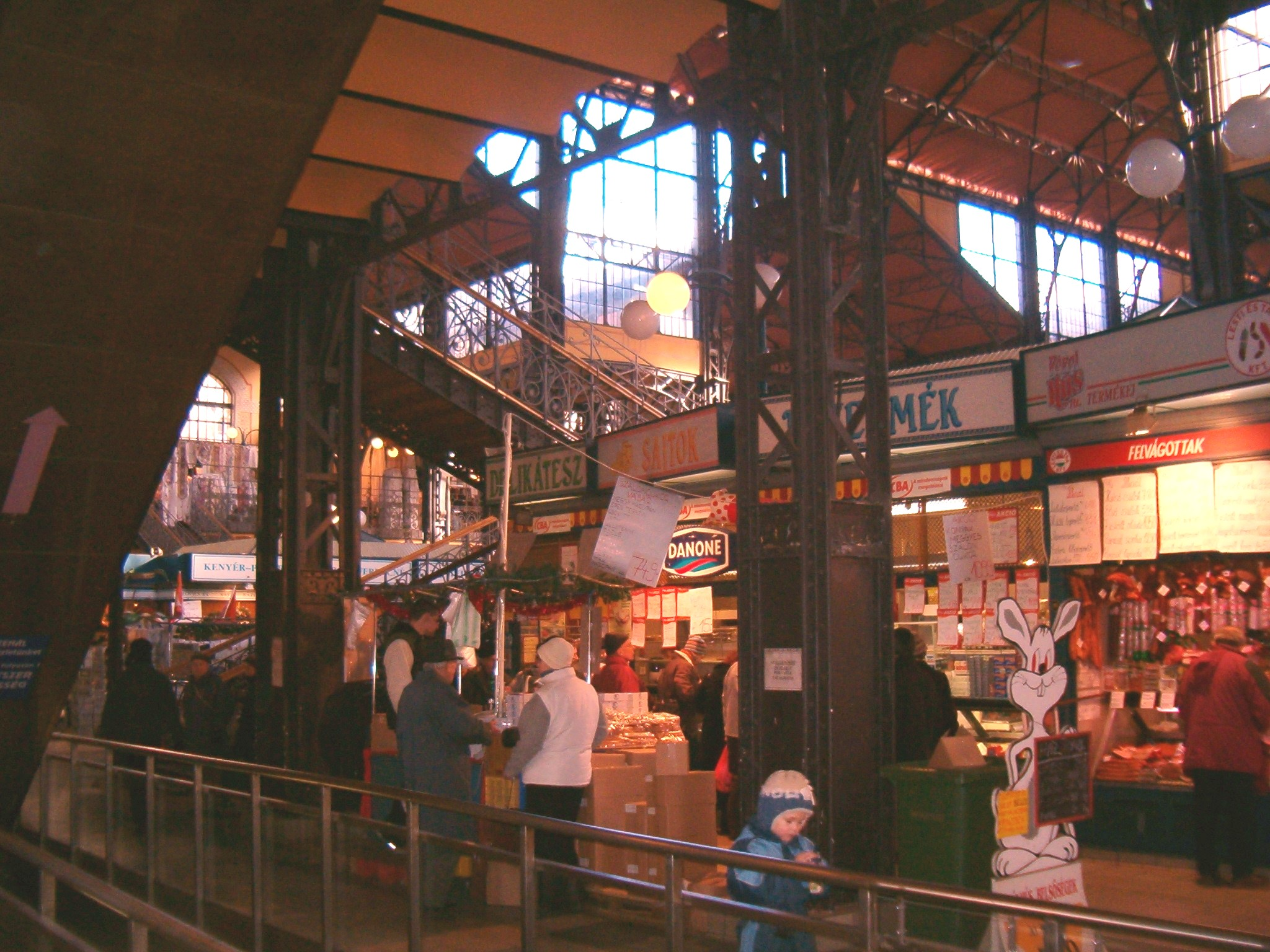
Interior del mercado

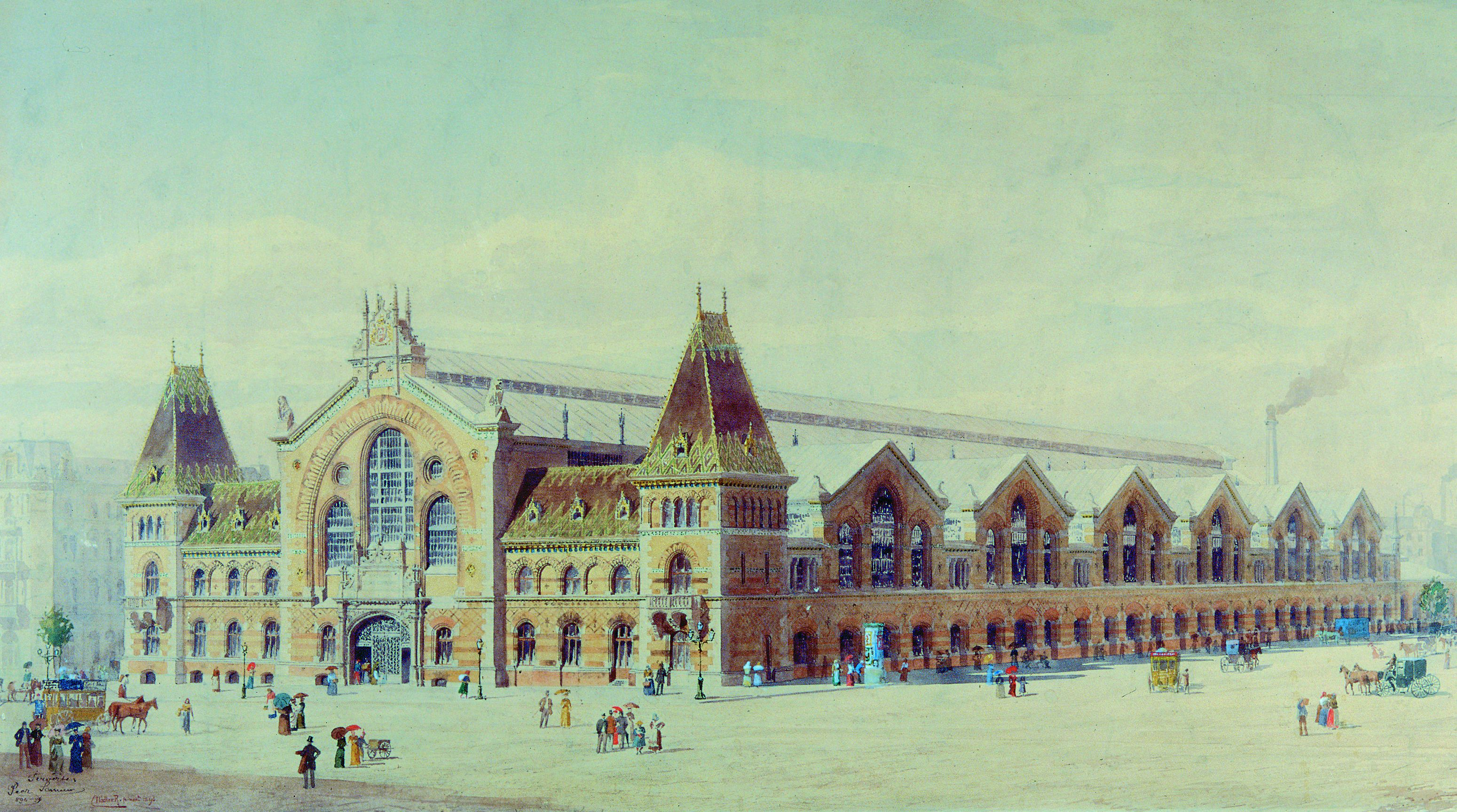
Salón del Mercado de Budapest en 1898

El Mercado Central de Budapest, conocido también como el Gran Salón del Mercado de Budapest en húngaro Központi Vásárcsarnok, o, Nagyvásárcsarnok es la plaza de mercado cubierta o bajo techo más grande de Hungría. Se encuentra ubicado en el Bulevar Vámház, en frente de la plaza Fővám, muy cerca del Puente de la Libertad sobre el río Danubio en Budapest, en el distrito IX, contiguo a la Universidad de Budapest Corvinus. El Mercado Central de Budapest es administrado y operado por CSAPI (Fővárosi Önkormányzat Csarnok és Piac Igazgatósága), institución húngara que se encarga de la gestión de los centros de mercado en Budapest. Su dirección exacta en húngaro es 1093 Budapest, Vámház körút 1-3. Es uno de los edificios más emblemáticos de la capital de Hungría y de los sitios más visitados por los turistas.

## Historia
El Mercado Central de Budapest comenzó a ser construido a finales del siglo XIX, en el año de 1894. Su inauguración se produjo el 15 de febrero de 1897, tres años después del inicio de las obras. Para esta misma fecha también se inauguraron otras plazas de mercado en la ciudad. El valor total de la construcción ascendió a un millón novecientos mil forintos. 
El edificio fue diseñado por el profesor universitario Samu Pecz y en su construcción trabajaron importantes artesanos de la época. Su primer administrador fue Nándor Ziegler.